# Démographie de la Corée du Nord
La population coréenne est très homogène, au Nord comme au Sud de la péninsule actuellement divisée en deux États. Lors de la fin de la domination japonaise en 1945, la péninsule Coréenne avait 30 millions d'habitants, 9 millions en Corée du Nord, 21 millions dans le Sud.

## Évolution de la population

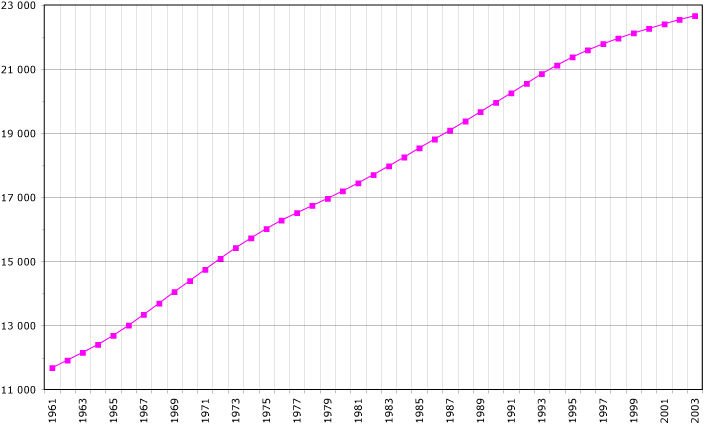
Évolution démographique en Corée du Nord.

## Évolution des principaux indicateurs démographiques[13]
| Période     | Naissances annuelles | Décès annuels | Solde naturel annuel | Taux de natalité (‰) | Taux de mortalité (‰) | Solde naturel (‰) | Indice de fécondité | Taux de mortalité infantile |
| ----------- | -------------------- | ------------- | -------------------- | -------------------- | --------------------- | ----------------- | ------------------- | --------------------------- |
| 1950 - 1955 | 230 000              | 114 000       | 116 000              | 23,8                 | 11,8                  | 12,0              | 2,70                | 90,5                        |
| 1955 - 1960 | 372 000              | 109 000       | 263 000              | 36,2                 | 10,6                  | 25,6              | 3,80                | 75,9                        |
| 1960 - 1965 | 381 000              | 106 000       | 275 000              | 32,8                 | 9,1                   | 23,7              | 3,41                | 66,9                        |
| 1965 - 1970 | 490 000              | 105 000       | 385 000              | 36,9                 | 7,9                   | 29,0              | 4,09                | 56,3                        |
| 1970 - 1975 | 458 000              | 92 000        | 365 000              | 30,2                 | 6,1                   | 24,1              | 3,72                | 44,1                        |
| 1975 - 1980 | 317 000              | 83 000        | 233 000              | 19,0                 | 5,0                   | 14,0              | 2,58                | 35,2                        |
| 1980 - 1985 | 388 000              | 92 000        | 296 000              | 21,6                 | 5,1                   | 16,5              | 2,93                | 29,9                        |
| 1985 - 1990 | 389 000              | 105 000       | 284 000              | 20,0                 | 5,4                   | 14,6              | 2,45                | 26,1                        |
| 1990 - 1995 | 450 000              | 124 000       | 326 000              | 21,5                 | 5,9                   | 15,5              | 2,40                | 24,3                        |
| 1995 - 2000 | 443 000              | 219 000       | 225 000              | 19,8                 | 9,8                   | 10,1              | 2,20                | 54,9                        |
| 2000 - 2005 | 379 000              | 209 000       | 170 000              | 16,3                 | 9,0                   | 7,3               | 2,05                | 28,5                        |
| 2005 - 2010 | 352 000              | 231 000       | 120 000              | 14,6                 | 9,6                   | 5,0               | 2,05                | 27,4                        |

## Distribution de la population
La Corée du Nord est deux fois moins densément peuplée que la Corée du Sud. En effet, le pays est en grande partie montagneux, sa population se concentre sur les côtes et au sud.
La capitale Pyongyang regroupe un dixième de la population nationale.

## Fécondité
Une enquête démographique réalisée en 2017 relève un taux de fécondité de 1,9 enfant par femme (1,8 en milieu urbain et 2,1 en milieu rural).
|               | 2008 (recensement) | 2014 (enquête) | 2017 (enquête) |
| ------------- | ------------------ | -------------- | -------------- |
| Milieu urbain | 1,89               | 1,84           | 1,8            |
| Milieu rural  | 2,19               | 1,97           | 2,1            |
| Total         | 2,01               | 1,89           | 1,9            |

## Migration et composition culturelle
Le solde migratoire est négatif.

### Émigration
Au sein de l'importante diaspora coréenne (présente notamment en Chine, aux États-Unis, au Canada et au Kazakhstan), plus d'un tiers des quelque 600 000 Coréens du Japon sont citoyens de la république populaire démocratique de Corée. Ils sont regroupés au sein de l'association générale des Coréens résidant au Japon, généralement désignée par son acronyme Chongryon (nom japonais : Chôsen Soren), lequel peut également être orthographié Chongryun.
Jusqu’à 300 000 Coréens du Nord se cacheraient en Chine et environ un millier par an arrivent en Corée du Sud. Le transfuge de plus de 450 Coréens du nord arrivés à Séoul le 27 juillet 2004 a été le résultat d’un kidnapping planifié et un crime de terrorisme flagrant selon les autorités du Nord.
Depuis les années 1990, plus de 10 000 Nord-coréens partent chaque année pour l'Extrême-Orient russe dans les camps de déboisement et des chantiers de construction afin de payer la dette nord-coréenne à la Russie.

### Immigration
Entre 1959 et 1962, 93 000 Coréens du Japon sont venus s'installer en Corée du Nord, parfois accompagnés d'un conjoint japonais. La Corée du Nord compte ainsi une petite communauté japonaise estimée à 1 800 personnes. En outre, une communauté chinoise de 50 000 personnes est présente en Corée du Nord, ainsi qu'une minorité d'origine vietnamienne.
D'autres communautés, numériquement moins importantes, d'origine russe et des États d'Europe de l'Est, correspondent à l'installation en Corée du Nord d'anciens étudiants, alors ressortissants des démocraties populaires. Quelques Américains ont vécu en Corée du Nord : des déserteurs de l'armée américaine. L'un des derniers a été James Dresnok.

## Santé
Le taux de malnutrition aiguë s'établissait à 16 % à la fin des années 1990, après la famine. Il est  estimé en 2005 à 7 %. Le taux de malnutrition chronique est lui passé 62 % à 37 %. Cependant, 40 % des enfants présentent des retards de croissance.
Selon l'Organisation mondiale de la santé, le taux de suicide est en 2015 de 17,3 suicides pour 100 000 personnes : ce niveau est comparable à celui des pays occidentaux, tandis que celui de la Corée du Sud est deux fois supérieur (36,1 suicides pour 100 000 personnes). L'Obs indique que « les familles des personnes suicidées, considérées comme des "traîtres" par le régime Kim, sont rétrogradées dans l'échelle sociale, sans compter que les individus souffrant de démence, hallucinations ou schizophrénie sont parqués dans des asiles psychiatriques pour y être rééduqués par le travail »,.

## Eugénisme
Selon le rapport publié en avril 2009 par l'Institut sud-coréen pour la réunification, le gouvernement de la Corée du Nord pratique l'eugénisme : les nains devaient subir une vasectomie et être mis en quarantaine et dans les années 1980, des opérations contraceptives se pratiquaient aussi sur des femmes de moins de 1,50 mètre.

## Sources
1. ↑  Indicateurs du World-Factbook publié par la CIA.
2. ↑  Le taux de variation de la population 2018 correspond à la somme du solde naturel 2018 et du solde migratoire 2018 divisée par la population au 1er janvier 2018.
3. ↑  Indicateurs du World-Factbook publié par la CIA.
4. ↑  L'indicateur conjoncturel de fécondité (ICF) pour 2018 est la somme des taux de fécondité par âge observés en 2018. Cet indicateur peut être interprété comme le nombre moyen d'enfants qu'aurait une génération fictive de femmes qui connaîtrait, tout au long de leur vie féconde, les taux de fécondité par âge observés en 2018. Il est exprimé en nombre d’enfants par femme. C’est un indicateur synthétique des taux de fécondité par âge de 2018.
5. ↑  Indicateurs du World-Factbook publié par la CIA.
6. ↑   Le taux de natalité 2018 est le rapport du nombre de naissances vivantes en 2018 à la population totale moyenne de 2018.
7. ↑  Indicateurs du World-Factbook publié par la CIA.
8. ↑   Le taux de mortalité 2018 est le rapport du nombre de décès, au cours de 2018, à la population moyenne de 2018.
9. ↑  Indicateurs du World-Factbook publié par la CIA.
10. ↑  Le taux de mortalité infantile est le rapport entre le nombre d'enfants décédés à moins d'un an et l'ensemble des enfants nés vivants.
11. ↑  L'espérance de vie à la naissance en 2018 est égale à la durée de vie moyenne d'une génération fictive qui connaîtrait tout au long de son existence les conditions de mortalité par âge de 2018. C'est un indicateur synthétique des taux de mortalité par âge de 2018.
12. ↑  L'âge médian est l'âge qui divise la population en deux groupes numériquement égaux, la moitié est plus jeune et l'autre moitié est plus âgée.
13. ↑  World Population Prospects: The 2010 Revision
14. 1 2  (en) 2017 DPR Korea MICS
15. 1 2  (en) SDHS 2014
16. ↑  http://www.interet-general.info/article.php3?id_article=1929 AFP, 29 juillet 2004
17. ↑  (fr) Alain Devalpo, « Travailleurs nord-coréens pour enfer russe », Le Monde diplomatique,‎ avril 2006 (lire en ligne)
18. ↑  (en) "An American in North Korea, Pledging Allegiance to the Great Leader", Mark Russell, New York Times, 19 octobre 2006
19. ↑  Thimothée Vilars, « Dieudonné, Soral : pourquoi une telle lune de miel avec la Corée du Nord ? », L'Obs,‎ 9 septembre 2017 (lire en ligne, consulté le 9 septembre 2017).
20. ↑  (en) « Suicide rates (per 100 000 population) », sur who.int (consulté le 9 septembre 2017).
21. ↑  (fr) L'enfer n'est pas loin, Courrier international, 29 avril 2009

## Pages liées
- Bombardement de la Corée du Nord